# ريتشل رينولدز
ريتشل رينولدز (بالإنجليزية: Rachel Selina Reynolds)‏ هي سفرجات نيوزيلندية، ولدت في 1838، وتوفيت في 1928.